# Daytona Beach Road Course
Daytona Beach Road Course – tor wyścigowy znajdujący się kiedyś w Daytona Beach na Florydzie. W tym miejscu ustanowiono także piętnaście rekordów prędkości na lądzie. Tor używany był przez serię NASCAR.

## Układ toru
Prosta start meta znajdowała się na autostradzie A1A, i prowadziła 3 km (2 mile) na południe, równolegle do Oceanu. Następnie kierowcy wjeżdżali w pierwszy zakręt, south turn (zakręt południowy), z którego wyjeżdżali na plażę, gdzie tor ciągnął się 3 km (2 mile) na północ, również równolegle do oceanu. Później zawodnicy wjeżdżali w drugi zakręt, north turn (zakręt północny), który prowadził ich z powrotem na autostradę. Obecnie w miejscu zakrętu znajduje się restauracja „North Turn”. Początkowo tor miał 3,2 mili (5,1 km) długości, lecz pod koniec lat czterdziestych został wydłużony do 4,2 mili (6,8 km). W grze komputerowej „Nascar Thunder 2004” firmy EA Sports tor jest o połowę krótszy, ale zachowany został jego układ.

## Pierwsze wyścigi
William France Sr. dobrze zna historię wyścigów na Daytonie. Przeprowadził się tutaj z Waszyngtonu podczas Wielkiego kryzysu w 1935 roku. Założył on warsztat samochodowy.
Kierowca wyścigowy Sig Haugdahl poprosił w 1936 roku władze miasta Daytona Beach o zorganizowanie wyścigu na torze o długości 3.2 mili (5.1km). Prawdopodobnie to Haugdahl zaprojektował ten tor. Władze miasta dołożyły do organizacji wyścigu 5000 dolarów. Wyścig odbył się 8 marca, gdzie spotkało się tysiące fanów sportów motorowych. Tor prowadzący w połowie po plaży okazał się być bardzo trudny i praktycznie nieprzejezdny. Spowodowało to liczne spory i protesty. Wyścig został przerwany po 75 z zaplanowanych 78 okrążeń. Według ogłoszonych przez AAA wyników, wyścig wygrał Milt Marion. Drugi był Ben Shaw, a trzeci Tommy Elmore, który oprotestował wyniki wyścigu, lecz protest został odrzucony. Bill France sr. dojechał w wyścigu na piątej pozycji. Miasto straciło na wyścigu 22 tys. dolarów i przestało promować imprezę.
Haugfahl rozmawiał z France'm na temat organizacji wyścigu w 1937 roku. Impreza była bardziej udana, jednak obydwoje stracili na niej pieniądze.
Bill France zajął się więc samodzielnie organizowaniem wyścigów w Daytona Beach. Zorganizował dwa wyścigi w 1938 roku.
W lipcowym wyścigu Danny Murphy pokonał Billa France’a i wygrał 200 dolarów. Sierpniowy wyścig organizowany w święto Labor Day wygrał Bill France pokonując Lloyda Moody’ego i Piga Ridingsa oraz dobywając nagrodę w wysokości 20 tys. dolarów.
W 1939 oraz 1940 zorganizowano po trzy wyścigi. W roku 1940 France ukończył marcowy wyścig na czwartym miejscu, lipcowy wygrał, a we wrześniu dojechał szóstym miejscu.
Lloyd Seay wygrał wyścig rozgrywany 27 lipca 1941, po czym dwukrotnie dachował. Następnie wygrał po raz drugi 24 sierpnia. Został zamordowany przez członka swojej rodziny w wyniku sporu o produkowanie i sprzedaż alkoholu.
Bill France zajęty był planowaniem wyścigów w roku 1942, kiedy Japończycy dokonali ataku na Pearl Harbor. France spędził II wojnę światową pracując na Daytona Boat Works. Większość wyścigów przestała być organizowana po wojnie. Wyścigi samochodowe na tor Daytona Beach Road Course powróciły w 1946 roku.

## NASCAR
Bill France uważał, że do stworzenia poważnych wyścigów potrzebna jest organizacja, która by je nadzorowała. Kierowcy bowiem często padali ofiarą nieuczciwych promotorów, którzy znikali z toru przed podziałem pieniędzy między nim i zawodnikami. 14 grudnia 1947 France rozpoczął rozmowy w Ebony Bar w Streamline Hotel w Daytona Beach na Florydzie, które zakończyły się 21 lutego 1948 utworzeniem organizacji NASCAR. Pierwszy wyścig NASCAR został zorganizowany na torze Daytona Beach Road Course 15 lutego 1948 roku. Wygrał go Red Byron pokonując Marshalla Teague'a.

### 1949
W 1949 odbył się pierwszy sezon mistrzostw Strictly Stock (obecnie Sprint Cup). Po pierwszym wyścigu na Charlotte Speedway kierowcy przybyli do Daytony. W Lipcowym wyścigu wzięło udział 28 zawodników. Wśród nich byli Curtis Turner, Buck Baker, Bob Flock, Fonty Flock, Marshall Teague, Herb Thomas. Nie zabrakło także Tima Flocka, który zajął drugie miejsce oraz Reda Byrona, który wygrał wyścig. Było to dla niego czwarte zwycięstwo na tym torze w tej dekadzie.

### 1950
Był to drugi sezon serii NASCAR. Kategoria Strictly Stock została przemianowana na Grand National. Datę wyścigu w Daytonie przełożono na Luty, który to miesiąc do dziś jest datą rozgrywania wyścigu w Daytona Beach. Wyścig wygrał Harold Kite za kierownicą Lincolna. Prowadził on przez ostatnie 25 okrążeń po tym, jak Red Byron zaczął mieć problem ze zmianą biegów. Spadł on na siódme miejsce, a ostatecznie ukończył wyścig jako drugi. Dzień przed wyścigiem Grand National odbył się wyścig Modified Stock rozgrywany na dystansie 100 mil (160 km). Zwycięzcą został Gober Sosebee.

### 1951
W 1951 wyścig zdecydowanie wygrał Marshall Teague w swoim Fabulous Hudson Hornecie pokonując Tima Flocka o 1 minutę i 14 sekund. Było to jego pierwsze w karierze zwycięstwo w NASCAR. Wyścig Modified Stock po raz drugi wygrał Gober Sosebee.

### 1952
Po raz drugi w karierze zwycięstwo na Daytona Beach Road Course odniósł Marshall Teague jadąc swym Hudsonem Hornetem. Objął on prowadzenie na drugim okrążeniu i zdobył 1 minutę i 21 sekund przewagi nad Herbem Thomasem na dwa okrążenia przed planowanym zakończeniem wyścigu. Wtedy to wyścig został przerwany z powodu przypływu. Dzień wcześniej Tim Flock wygrał wyścig kategorii Modified/Sportmen.

### 1953
Pierwsze pole startowe do tego wyścigu wywalczył Bob Pronger, drugi w kwalifikacjach był Fonty Flock. Założyli się ze sobą o to, który z nich będzie liderem wyścigu po pierwszym okrążeniu. Ostra rywalizacja o prowadzenie spowodowała, że Pronger wszedł za szybko w północny zakręt, wypadł z toru i rozbił swój samochód. Fonty Flock zrobił minutę przewagi nad drugim zawodnikiem, lecz na ostatnim okrążeniu w samochodzie skończyło się paliwo. Kolega zespołowy pomógł dojechać Flockowi do boksu. Flock ukończył wyścig na drugim miejscu, przegrywając 22 sekundy z Billem Blairem jadącym Oldsmobilem. Do wyścigu Modified/Sportsma rozgrywanym na dystansie 100 mil (160 km) zgłosiło się 136 samochodów. Jest to największa liczba zawodników startujących w wyścigu NASCAR w historii. Zwycięzcą został Cotton Owens.

### 1954
W 1954 weekend wyścigowy rozszerzono do trzech wyścigów. Składał się on z rozgrywanego na dystansie 100 mil (160 km) wyścigu samochodów sportowych, wyścigu w kategorii Modified o długości 125 mil (201 km) oraz głównego wyścigu na dystansie 160 mil (260 km). Dick Joslin i Cotten Owens wygrali odpowiednio wyścig na dystansie 100 i 125 mil. Główny wyścig wygrał Tim Flock, lecz został później zdyskwalifikowany za niezgodności jego samochodu z regulaminem technicznym. Zwycięstwo padło więc łupem drugiego na mecie Lee Petty’ego. Drugi był Buck Baker. Tim Flock podczas tego wyścigu został pierwszym kierowcą, który kontaktował się ze swoim zespołem przez radio.

### 1955
Zwycięzca głównego wyścigu w 1955, Fireball Roberts stracił zwycięstwo po dyskwalifikacji z wyników wyścigu, gdyż popychacze zamontowane w jego samochodzie były o 0,016 cala (0,41 mm) za długie. Wyścig wygrał zatem Tim Flock.
Wyścig samochodów sportowych wygrał Speedy Thompson, a Modified Banjo Matthews

### 1956
Tim Flock w 1956 po starcie z pole position wygrał drugi w karierze wyścig rozgrywany w Daytona Beach. Jechał wtedy Chryslerem z legendarnego zespołu Carla Kiekhaefera. Prowadził niemalże przez każde okrążenie, tracąc prowadzenie jedynie na cztery okrążenia po swym pierwszym pit stopie. W tym samym wyścigu swój debiut w Grand National zaliczył pierwszy Afro-Amerykanin w NASCAR, Charlie Scott, startując w jednym zespole z Timem Flockiem.

### 1957
W 1957 nastąpiła kolejna zmiana formatu rozgrywania wyścigów. Pierwszy wyścig w kategorii Modifield/Sportsmen był rozgrywany na dystansie 125 mil (201 km), a wygrał go Tim Flock, drugi natomiast, w kategorii Late Model Convertible rozgrywany na dystansie 160 mil (260 km) padł łupem Curtisa Turnera.
W głównym wyścigu po starcie z trzeciego pozycji Cotton Owens wysunął się na prowadzenie na pierwszym okrążeniu. Po przejechaniu 1/4 dystansu na krótko na prowadzenie wysunął się Paul Goldshmith. Później, po przejechaniu 94 mil (151 km) dzięki szybkiemu pit stopowi Goldshmith znów objął prowadzenie. Jednak na 36 mil (58 km) do końca 160 milowego wyścigu w samochodzie Goldsmitha przepalił się tłok. Owens powrócił na prowadzenie, którego nie oddał już do mety odnosząc swoje pierwsze w karierze zwycięstwo, a także pierwsze zwycięstwo dla Pontiaca w NASCAR. Został także pierwszym kierowcą NASCAR, którego średnia prędkość podczas wyścigu przekroczyła 100 mil/h – dystans wyścigu pokonał ze średnią prędkością 101.541 mp/h (163 379 km/h).

### 1958
Wyścig w 1958 roku wygrał zdobywca pole position, Paul Goldsmith. Pontiaca dla niego wystawiał Smokey Yunick. Drugi był Curtis Turner, trzeci Jack Smith, czwarty Joe Weatherly. Wyścig Sportsmen/Modified wygrał Banjo Matthews, a wyścig Convertible padł łupem Curtisa Turnera.

## Przeniesienie wyścigu na tor Daytona International Speedway
W 1953 Bill France uznał, że wyścig powinien zostać na specjalnym torze, który pomieścił by wszystkich gromadzących się dotychczas na plaży kibiców. Wzdłuż plaży powstawały nowe hotele. 4 kwietnia 1953 France przedstawił projekt toru Daytona International Speedway. W 1956 rozpoczęła się budowa toru o długości 2,5-mili (4,0 km), gdzie miał być rozgrywany wyścig Daytona 500. W 1958 odbył się ostatni wyścig na torze Daytona Beach Road Course, a w 1959 rozegrano pierwszy wyścig na obiekcie Daytona International Speedway.